# Vajda György (mérnök)
Vajda György (Budapest, 1927. június 18. – 2024. június 17.) Állami és Széchenyi-díjas magyar gépész- és villamosmérnök, energetikus, a Magyar Tudományos Akadémia rendes tagja, címzetes egyetemi tanár. Kutatási területe a nagyfeszültségű elektrotechnika, a villamosszigetelés-technika, valamint az energetika. 1952 és 1957 között a Méréstechnikai Intézet megbízott igazgatója, 1970 és 1992 között a Villamosenergia-ipari Kutatóintézet igazgatója. 1994 és 2000 között az Országos Atomenergia Hivatal főigazgatója.

## Életpályája
1945-ben érettségizett, majd beiratkozott a József Nádor Műszaki és Gazdaságtudományi Egyetemre (ma: Budapesti Műszaki és Gazdaságtudományi Egyetem). Itt szerzett gépészmérnöki diplomát 1949-ben. Ennek megszerzése után az immár Budapesti Műszaki Egyetemnek hívott intézmény villamos művek tanszékén kapott tanársegédi állást. Egy évre rá a Magyar Tudományos Akadémián főelőadói beosztásba került, illetve a Műszaki Tudományok Osztálya szaktitkárhelyettese lett.
1952-ben – mindössze huszonöt évesen – felkérték az újonnan megalakítandó Méréstechnikai Intézet megszervezésére. Az igazgatói tisztséget nem vállalta, de az intézetet igazgató-helyettesi beosztásban megbízottként irányította. 1957-ben a Villamosenergetikai Kutatóintézet (VILLENKI) igazgató-helyettesévé, és a nagyfeszültségű laboratórium vezetőjévé nevezték ki, amely tisztségét 1963-ig viselte.
Ekkor behívták a Nehézipari Minisztériumba, itt a villamosenergetikáért felelős főosztály vezetője lett. Feladata a villamos energiarendszer távlati tervezésének, műszaki fejlesztésének, beruházásainak és nemzetközi kapcsolatainak az irányítása volt. Közben 1967-ben a Budapesti Műszaki Egyetem címzetes egyetemi tanárává fogadta. 1965-től két éven keresztül az ENSZ Villamos Energia Bizottságának elnöke, majd az Általános Energia Bizottság elnöki tisztét látta el. 1970-ben visszatért a kutatóintézeti életbe, a VILLENKI jogutódjának, a Villamosenergia-ipari Kutatóintézetnek (VEIKI) vezetésével bízták meg. Az intézet ekkor gazdasági gondokkal küzdött, Vajda vezetésével sikerült a megszüntetés szélén álló intézményt konszolidálnia. Az VEIKI élén huszonkét évig állt, leköszönése után kutatóprofesszorként működött.
Kutatóintézeti állása mellett 1978-tól megszűnéséig (2001) betöltötte az Országos Atomenergia-bizottság (OAB) ügyvezető elnökhelyettesi tisztét. 1994-ben az új atomenergia-törvény által előírt nukleáris biztonsági hatóság, az Országos Atomenergia Hivatal (OAH) főigazgatója lett államtitkári rangban, amit 2000-ig vezetett. Ezt követően az OAH Tudományos Tanácsának elnökeként működött. 1995-től öt éven keresztül tanácsadója volt a Nemzetközi Atomenergia-ügynökség (IAEA) főigazgatójának, 1990-ben elnöke volt a szervezet közgyűlésének.
1957-ben védte meg a műszaki tudományok kandidátusi, 1965-ben akadémiai doktori értekezését. Az MTA Energetikai Bizottságának lett tagja, amelynek később elnöke is volt. 1967 és 1980 között a Tudományos Minősítő Bizottság tagja volt. Közben 1976-ban megválasztották a Magyar Tudományos Akadémia levelező, 1982-ben rendes tagjává.
1985 és 1993 között a Műszaki Tudományok Osztálya elnöke volt, tisztségéből fakadóan az MTA elnökségének is tagja volt. Tagja volt több akadémiai bizottságnak. Akadémiai tisztségei mellett 1966 és 1989 között a Villamosenergetikai Kormánybizottság elnökhelyettese, 1970 és 1990 között az Országos Műszaki Fejlesztési Bizottság (OMFB) tagja, 1973 és 1987 között az Energiapolitikai Tanács, valamint 1979–1989-ben az Atomenergia Kormánybizottság elnökhelyettese volt. 1997-ben az Európai Atomenergiai Társaság elnökévé választották. Tagja a Magyar Mérnökakadémiának.
Tiszteleti tagjává választotta a CIGRE, az IEEE és a WIF (World Innovation Foundation), a MEE tiszteletbeli elnöke. Hosszabb ideig tagja volt a Világ Energia Tanács (World Energy Council, WEC), valamint a Nagy Villamos Energiarendszerek Tanácsa (Council on Large Electric Systems, CIGRE) irányító testületeinek.

## Munkássága
Fő kutatási területei a nagyfeszültségű technika a villamosszigetelés-technika, az energiapolitika és a nukleáris technika.
Nevéhez fűződik a nagyfeszültségű létesítmények és berendezések (erőművek, villamos hálózatok, transzformátorok stb.) túlfeszültség-igénybevételének mérése és modellezése, azaz annak vizsgálata, hogy a rendes működés során mekkora túlfeszültséget bírnak el ezek a berendezések. Sikerült feltárnia az energiafelhasználás és az ahhoz kapcsolódó gazdasági jellegű folyamatok bizonyos kölcsönhatásait, elsősorban a növekedési ütemre vonatkozóan. Emellett elemezte az energiapolitikát alakító különböző tényezőket (kapacitás, tározási lehetőségek, pénzügyi helyzet stb.), valamint a villamosenergetika társadalmi vonatkozású kockázatait is vizsgálta. Külön módszert dolgozott ki az ellátási módok sorolására. Nevéhez fűződnek az atomenergia biztonságos felhasználásával kapcsolatos kérdések vizsgálata. Több mint százötven tudományos publikáció szerzője vagy társszerzője. Publikációit magyar és angol nyelven adja közre.

## Díjai, elismerései
- Zipernowsky-díj (1960)
- MEE Jubileumi Díj (1970)
- Az Akadémiai Kiadó nívódíja (1973, 2015)
- Állami Díj II. fokozat (1975) – a nagyfeszültségű technika és szigeteléstechnika, valamint a túlfeszültségvédelem terén kifejtett tudományos és irányító tevékenységéért
- Elektrotechnikai Nagydíj (1980)
- Szilárd Leó-díj (1999)
- Széchenyi-díj (2000)
- A Pro Renovanda Cultura Hungariae Alapítvány fődíja (2002)
- Héliosz-díj (2002)
- Hazám-díj (2008)

## Főbb publikációi
- Egységkapcsolású generátorok igénybevétele légköri túlfeszültségek hatására (1960)
- Szigetelések romlása és romlásuk vizsgálata (1964, németül, oroszul, csehül és románul is, egy fejezetet angolul)
- Szigetelőanyagok az erősáramú iparban (1966)
- Caracteristiques Voltsmicrosecondes des isolements (1966)
- Szigetelések villamos erőterei (1970)
- Energia és társadalom (1975)
- Az energetika néhány kölcsönhatása (1976)
- Energetika I–II. (1981, 1984)
- Kockázat és biztonság : akadémiai székfoglaló, 1982. nov. 20. (1984)
- Kockázat és biztonság (1998)
- Energiapolitika (2001)
- Energiaellátás ma és holnap (2004)
- Energiahasznosítás (2005)
- Energia és társadalom (2009)
- Okok és következmények az energetikában (2014)
- Energiaellátás és ellátásbiztonság (2017)